# Ga Ga Ga Ga Ga
Ga Ga Ga Ga Ga é o sexto álbum de estúdio da banda americana de rock Spoon. Foi lançado em 10 de julho de 2007, pelas gravadoras Merge Records e Anti-. O álbum estreou na 10º posição da Billboard 200 e em primeiro lugar na Billboard Top Independent Albums, vendendo 46.000 cópias em sua primeira semana. Em janeiro de 2010, o álbum havia vendido 318.000 cópias nos Estados Unidos.

## Produção
"Don't Make Me a Target" foi originalmente escrita por Britt Daniel enquanto Spoon estava produzindo seu álbum anterior, Gimme Fiction, mas a banda acabou arquivando-a por um ano após tentativas frustradas de fazer um arranjo que gostassem. Quando foi gravado um ano depois, a parte da bateria foi gravada sem tom-toms pela primeira vez. O baterista Jim Eno então gravou os tom-toms separadamente com um arranjo de microfone drasticamente diferente. Isso deu a eles um som muito mais carregado de reverberação, como se estivesse "em um túnel".
A faixa "You Got Yr. Cherry Bomb" foi gravada de três maneiras diferentes, incluindo uma versão "space rock" encontrada no disco bônu.

## Embalagem e lançamento
O título do álbum é o antigo título da música "The Ghost of You Lingers". A banda mudou o título da música, mas decidiu adotar o nome "Ga Ga Ga Ga Ga" como título do álbum, com Britt Daniel chamando-o de "grande pequeno termo dadaísta". A arte da capa vem de um retrato do artista e escultor Lee Bontecou, feito pelo fotógrafo italiano Ugo Mulas em 1963. A escultura completa localizada à direita se encontra na coleção do Museu de Arte de Honolulu.
Uma faixa bônus exclusiva do iTunes, "Deep Clean", foi incluída em Ga Ga Ga Ga Ga. Uma cópia de edição limitada do álbum foi lançada junto com um disco bônus intitulado Get Nice! O disco inclui 23 minutos de músicas principalmente instrumentais e algumas faixas demo. Os primeiros compradores do álbum também receberam um single grátis contendo uma versão demo de "The Underdog", e o B-side "It Took a Rumor to Make Me Wonder, Now I'm Convinced I'm Going Under", que havia anteriormente aparecido na edição britânica do single "Sister Jack".

## Recepção
| Críticas profissionais | Críticas profissionais |
| Avaliações da crítica  | Avaliações da crítica  |
| Fonte                  | Avaliação              |
| ---------------------- | ---------------------- |
| Allmusic               | [ 7 ]                  |
| Spin                   | [ 8 ]                  |
| Pitchfork              | 8,5/10                 |
| The Guardian           | [ 10 ]                 |
| Rolling Stone          | [ 11 ]                 |

Ga Ga Ga Ga Ga recebeu elogios da crítica.  No agregador de críticas Metacritic, que atribui uma classificação normalizada de 100 a críticas de publicações tradicionais, o álbum recebeu uma pontuação média de 84 com base em 33 críticas, indicando "aclamação universal". Em uma revisão para Entertainment Weekly, Sean Howe elogiou o "inventário de sons" em Ga Ga Ga Ga Ga, chamando-o de "um daqueles registros de 'avaliação' que refina e reúne tudo o que veio antes".  Zeth Lundy, do PopMatters, descreveu o álbum como o "esforço mais orientado para o groove" da banda, graças, em parte, a presença de Eric Harvey e Rob Pope nas gravações, e concluiu escrevendo que "há muito em Ga Ga Ga Ga Ga para sugerir que a banda mantém suas relações operacionais mais íntimas fora da norma."
A revista eletrônica canadense Cokemachineglow classificou o álbum como o melhor de 2007. A Pitchfork o classificou como o 7º melhor álbum do ano e 35º melhor da década. O álbum também ficou em 10º lugar na lista dos 50 melhores álbuns de 2007 da Rolling Stone. Delusions of Adequacy classificou-o como o 2º melhor álbum de 2007 e o 43º melhor da década. Tiny Mix Tapes classificou-o como o 9º melhor do ano. A Treblezine classificou como o 3º melhor álbum de 2007 e o 31º melhor da década. A revista Q classificou como o 66º melhor álbum da década.

## Faixas
Todas as músicas foram produzidas por Britt Daniel, Jim Eno e Mike McCarthy, e projetadas por Jim Eno e Mike McCarthy, com exceção de "The Underdog", que foi co-produzida por Jon Brion e projetada por Greg Koller.
| N.º            | Título                              | Duração |  |
| 1.             | "Don't Make Me a Target"            | 3:55    |  |
| 2.             | "The Ghost of You Lingers"          | 3:34    |  |
| 3.             | "You Got Yr. Cherry Bomb"           | 3:08    |  |
| 4.             | "Don't You Evah"                    | 3:36    |  |
| 5.             | "Rhthm & Soul"                      | 3:30    |  |
| 6.             | "Eddie's Ragga"                     | 3:39    |  |
| 7.             | "The Underdog"                      | 3:42    |  |
| 8.             | "My Little Japanese Cigarette Case" | 3:03    |  |
| 9.             | "Finer Feelings"                    | 4:54    |  |
| 10.            | "Black Like Me"                     | 3:25    |  |
| Duração total: | Duração total:                      | 36:26   |  |

Edição iTunes
| N.º | Título       | Duração |  |
| 11. | "Deep Clean" | 3:45    |  |

Edição japonesa
| N.º | Título                                    | Duração |  |
| 11. | "I Summon You (Cool)"                     | 1:28    |  |
| 12. | "You Got Yr. Cherry Bomb (Garage Reverb)" | 3:13    |  |

### Get Nice!
A primeira prensagem do lançamento do CD Ga Ga Ga Ga Ga incluiu o bônus EP Get Nice!, que contém versões alternativas de "I Summon You" (do álbum anterior Gimme Fiction) e "You Got Yr. Cherry Bomb". Ele também inclui várias faixas instrumentais inéditas.
| N.º            | Título                                         | Duração |  |
| 1.             | "I Got Mine"                                   | 2:34    |  |
| 2.             | "Be Still My Servant"                          | 1:24    |  |
| 3.             | "Leave Your Effects Where They're Easily Seen" | 0:56    |  |
| 4.             | "I Summon You (Cool)"                          | 1:28    |  |
| 5.             | "Mean Mad Margaret"                            | 1:37    |  |
| 6.             | "Love Makes You Feel"                          | 2:38    |  |
| 7.             | "You Got Yr. Cherry Bomb (Garage Reverb)"      | 3:13    |  |
| 8.             | "Tasty Fish"                                   | 1:18    |  |
| 9.             | "Dracula's Cigarette"                          | 1:24    |  |
| 10.            | "1975"                                         | 1:39    |  |
| 11.            | "I Can Feel It Fade Like an AM Single"         | 3:12    |  |
| 12.            | "Curfew Tolls"                                 | 1:33    |  |
| Duração total: | Duração total:                                 | 23:03   |  |

### Single bônus de 7 polegadas
As pré-encomendas para o lançamento em vinil de Ga Ga Ga Ga Ga incluíram um single de vinil de 7 polegadas com uma versão demo de The Underdog. O lado B do single é "It Took A Rumor To Make Me Wonder, "Now I'm Convinced I'm Going Under", uma música que foi lançada anteriormente com o título "It Took A Rumor To Make Me Wonder Now I 'm Afraid I'm Going Under", no lançamento no Reino Unido de "Sister Jack".
| N.º            | Título                                                                 | Duração |  |
| 1.             | "The Underdog (demo)"                                                  | 3:12    |  |
| 2.             | "It Took A Rumor To Make Me Wonder, Now I'm Convinced I'm Going Under" | 4:47    |  |
| Duração total: | Duração total:                                                         | 7:59    |  |

## Integrantes
- Britt Daniel – vocal, guitarra
- Jim Eno – bateria
- Eric Harvey – piano, teclados
- Rob Pope – baixo
- Jason Freese - saxofone
- Ron Blake - trompete
- Francisco Torres - trombone

## Histórico de lançamentos
| País           | Data                  |
| -------------- | --------------------- |
| Austrália      | 7 de julho de 2007    |
| Estados Unidos | 10 de julho de 2007   |
| Japão          | 5 de dezembro de 2007 |